# Марубо (язык)
Марубо (Kaniuá, Marova, Maruba, Marúbo) — индейский язык, относящийся к паноанской группе пано-таканской языковой семьи, на котором говорят в штате Амазонас (около верховий рек Куруса, притоки рек Ипишуна и Жавари, около границы с Перу) в Бразилии. Большие группы живут в муниципалитете Аталая-ду-Норти; небольшие группы населяют город Крузейро-ду-Сул.